# Gabriele Becker
Gabriele Becker (17 aprile 1975) è un'ex velocista tedesca.

## Palmarès

### Mondiali
- 1 medaglia:
  - 1 bronzo (Göteborg 1995 nella staffetta 4x100 m)

### Mondiali Under 20
- 1 medaglia:
  - 1 argento (Lisbona 1994 nella staffetta 4x100 m)

### Europei Under 20
- 1 medaglia:
  - 1 argento (San Sebastián 1993 nella staffetta 4x100 m)